# عبداللطیف الطیباوی
 عبدالطیف الطیباوی( ۱۹۱۰–۱۹۸۱) (عربی: عبد اللطيف الطيباوي) یک مورخ و آکادمیسین فلسطینی بود. وی در شهر الطیبه، نزدیک طولکرم به دنیا آمد. وی یکی از اولین فارغ التحصیلان کالج عربی دارالمعلمین، در قدس بود. وی تاریخ و ادبیات عرب را در دانشگاه آمریکایی بیروت خواند و سپس در سال ۱۹۴۸ دکترای خود را از دانشگاه لندن گرفت. وی قبل از نکبت ۱۹۴۸ فلسطین یک افسر ارشد آموزش در قدس بود. وقتی بحران سال ۱۹۴۸ پدیدار شد، وی در لندن بود. او پناهنده شد و به عنوان مدرس آموزش تطبیقی در موسسه‌ی آموزش در لندن منصوب گردید و تا زمان بازنشستگی در سال ۱۹۷۷ در آنجا تدریس کرد. الطیباوی در بسیاری از جنبه‌های تاریخ خاورمیانه به دو زبان انگلیسی و عربی آثار متعددی نوشته‌است.

## کتابشناسی منتخب
- آموزش عرب‌ها در فلسطین تحت قیمومیت ، لوزاک ، ۱۹۵۶
- اورشلیم؛ جایگاه آن در اسلام و تاریخ عرب، موسسه مطالعات فلسطین ، ۱۹۶۹
- منافع انگلیس در فلسطین، ۱۸۰۰-۱۹۰۱ ، انتشارات دانشگاه آکسفورد ، ۱۹۶۱
- روابط انگلیس و اعراب و مسئله فلسطین، 1914-1921 ؛ لوزاک ، ۱۹۷۷
- تاریخ مدرن سوریه ، شامل لبنان و فلسطین، مک‌میلن، ،۱۹۶۹
- منافع آمریکا در سوریه ، ۱۸۰۰-۱۹۰۱ ، انتشارات کارلدون، 1966
- تعلیم و تربیت اسلامی: سنت ها و مدرنیزاسیون آن در سیستم های ملی عربی، لوزاک ، ۱۹۷۲
- بنیادهای پارسای اسلامی در اورشلیم: منشأ ، تاریخ و غصب توسط اسرائیل، لندن ، ۱۹۷۸